# Dora Kaprálová
Dora Kaprálová (* 25. května 1975 Brno) je česká v Berlíně žijící spisovatelka, publicistka a dokumentaristka. Držitelka česko-německé ceny Mileny Jesenské a česko-německé novinářské ceny.

## Životopis
Dora Kaprálová se narodila a žila v Brně na Údolní ulici, v bytě, ve kterém se dnes konají kulturní akce v rámci programu Rezidence Kafe Kaprál. Program vznikl na počest zde žijícího českého básníka Zeno Kaprála, otce Dory Kaprálové. 
Dora Kaprálová v Brně vystudovala dramaturgii a scenáristiku na Divadelní fakultě Janáčkovy akademie múzických umění. Jako dítě hrála v divadle Husa na provázku (tehdy Divadlo na provázku) v legendárních inscenacích Petera Scherhaufera.
Ještě za studií psala kritiky a recenze do měsíčníku Host, po dokončení vysoké školy a ročního pobytu v Arizoně editovala stránku Umění a kritika v brněnské MF DNES, točila v tuzemsku i cizině oceňované autorské radio-dokumenty pro český rozhlas Vltava.
Roku 2007 debutovala knižním rozhovorem s Květou Legátovou a téhož roku se s dcerou Emou (2003) a dnes již bývalým manželem odstěhovala do Berlína, kde se jim roku 2009 narodila druhá dcera Františka.
V současnosti se živí jako lektorka kreativních filmových i literárních workshopů pro AdK v Berlíně, jako učitelka českého jazyka i jako příležitostná knihkupkyně v německé-anglickém knihkupectví Mouse and Bear.
Žije s dcerami převážně v Berlíně. 

## Literární práce
Za své v Berlíně psané reportáže pro časopisy a radiodokumenty pro český rozhlas byla opakovaně nominovaná na česko-německou novinářskou cenu. Roku 2016 ji proměnila v cenu za nejlepší text a Zvláštní cenu Mileny Jesenské. 
Tématem próz, dokumentárních i publicistických textů Dory Kaprálové je zkoumání jedince ztraceného v systému, často se zajímá o osudy migrantů, exulantů a lidí na okraji společnosti. V autorských a publicistických textech obrací naši pozornost k důležitosti mezilidských vztahů, křehkosti vazeb a k možnosti proniknout díky zájmu o své okolí skrze hranice politické, společenské i hranice sociálních tabu.
V roce 2014 vydala debutující prózu Zimní kniha o lásce dedikovanou Peteru Esterházymu a jeho novele Jedna žena. Peter Esterházy si ji ještě za svého života stačil přečíst v maďarském překladu Z.J.Hahn (Typotext 2015) a byl knihou nadšen. Kniha vyšla v nepříliš známém nakladatelství Archa, přesto se jí dostalo značné pozornosti (ohlasy v LN - Jáchym Topol, Pavel Janoušek  ve Tvaru, Ivana Myšková z Respektu), později byla kniha nastudovaná jako četba na pokračování v ČRO-Vltava. Protože je výtisk z roku 2014 vyprodaný, vychází v roce 2024 ve druhém, upraveném vydání v nakladatelství Druhé město.
Následoval tekutý román Berlínský zápisník z roku 2016, nominovaný na Českou knihu, který roku vyšel 2018 ve druhém vydání.
Roku 2019 vydala v témže nakladatelství knihu povídek Ostrovy a po ní roku 2022 knihu o mezních, často tragikomických životních situacích: Utrpení a jiné žánry.
Roku 2022 vyšla Kaprálové v nakladatelství Baobab první dětská kniha Pan Nikdo a bílá tma, s ilustracemi Darji Čančíkové.Kniha byla nominovaná na Zlatou stuhu, Darja Čančíková byla s ilustracemi mezi finalisty ceny Czech design 2022.
Její knihy se dočkaly překladů do několika jazyků, především do němčiny: Berlínský zápisník (Berliner Notizbuch), Ostrovy (Inseln), Pan nikdo a bílá tma (Herr Niemand und die weiße Finsternis).
Na základě zmíněných čtyř próz pro dospělé vznikla v listopadu roku 2023 v režii Kamily Polívkové inscenace Nevyletět z Brna, je ze mě zkyslá srna (Husa na provázku).

## Dílo

### Antologie v češtině, němčině a dalších jazycích, výběr
- Almanach Vitrholc, 2013, Nakladatelství Větrné mlýny, Anthologie poezie, ISBN 9788074430657
- Šest žen napsalo šest her, 2005, Větrné mlýny, ISBN 8086151492
- Die Letzte Metro, 2018, Voland Quist Publisher, 2018 Junge literatur aus Tschechien 9783863911737
- Parataxe - Das berliner stadtsprachen magazin, 2019, Klag Publisher, Anthologie ISBN 978-3-948156-06-0
- При чехите - Антология на съвременния чешки разказ, 2023, Жанет - 45, ISBN 9786191867271

### Editorka knih a knižních antologií, výběr
- Říkadla pro tři holčičky a jednoho kluka, 2014 Nakladatelství Větrné mlýny– se Zeno Kaprálem, ISBN 9788074430886
- Kdybych vstoupil do Kauflandu, byl bych v Brně, 2009, nakladatelství Druhé město, 2008, ISBN 9788086907628
- Bacon 70, editorka, 2016, nakladatelství Větrné mlýny, ISBN 9788074431746

### Filmografie
- Muž, který měl nebýt, 2008 – televizní dokumentární film o Hugovi Sonnenscheinovi, scénář, režie
- Lorm, 2012 – scénář k česko-německému koprodukčnímu dokumentárnímu filmu
- Nad přehradou svítá, 2008 – scénář k hranému televiznímu dokumentu ČT Brno

### Divadlo
- Nevyletět z Brna, je ze mě zkyslá srna – Divadlo Husa na provázku
- Výšiny (v antologii Šest žen napsalo šest her, neinscenováno) ISBN 8086151492

### Rozhlasové dokumenty, výběr:
- Alenka v říši divů
- Josef, pokus o portrét člověka
- I já jsem tvůj syn, Adolfe
- Stoletá liška v parku
- Berlín, bublina přibližnosti

## Ocenění
- 2024 – Katalog Nejlepší knihy dětem roku 2022
- 2023 – Nominace na nejlepší dětskou knihu Zlatá stuha, s knihou Pan Nikdo a bílá tma, finalistka
- 2021 – Nominace na nejlepší evropský rozhlasový dokument 2021 PRIX EUROPA, Potsdam, Německo
- 2021 – La Bienale di Venezia, Film bei P.Kerekeš 107 Mother, Itálie, co-writer
- 2019 – Mensch/FRAU/Mensch“ Slam-Poetry, vítězka ženského slamu, P.A.N.D.A-Theater Berlin
- 2018 – Nominace na německo-českou novinářskou cenu, reportáž: Pravidla Rixdorfu, Praha
- 2017 – German-Czech journalists award
- 2016 – Česko-německá novinářská cena za rozhlasový esej Alenka v říši divů, aneb má cesta za uprchlíky[19]
- 2016 – Cena německo-českých novinářů
- 2016 – Zvláštní česko-německá cena Mileny Jesenské za reportáž Lajkujte mě a smrt se vám vyhne[20]
- 2014 – I já jsem Tvůj syn, Adolfe, nominován na nejlepší evropský rozhlasový rozhlasový dokument, Prix Europa, Berlín
- 2002 – Uvnitř je hra, cena v reportáži ze soutěže
- 2000 – Moře moc času Leoše Slaniny, cena Ake Blomster (cena pro mladé evropské dokumentaristy), Berlin2000, cena ze soutěže Report